# Claude-Nicolas Leclerc
Pour les articles homonymes, voir Claude Leclerc (homonymie) et Leclerc.
Claude-Nicolas Leclerc, né le 25 juillet 1738 à Ville-Dieu-en-Beauce, mort le 20 novembre 1808 dans la même ville, est un avocat et homme politique de la Révolution française. Il ne saurait être confondu avec son collègue et homonyme Jean-Baptiste Leclerc, député du Maine-et-Loire.

## Biographie

### Jeunesse

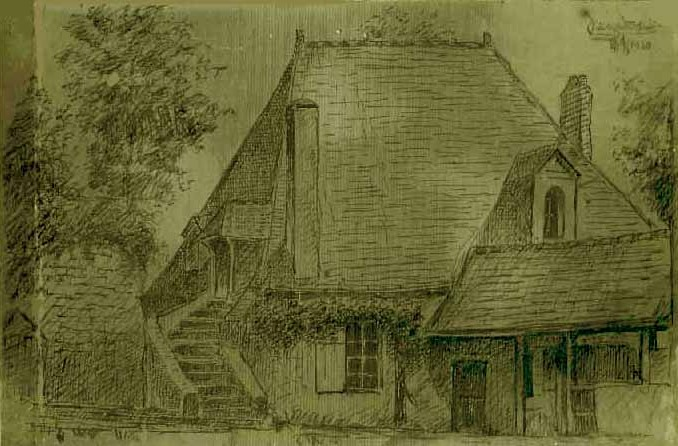
Le petit manoir de Pont-Bodin, demeure des parents de Claude-Nicolas Leclerc à Ville-Dieu.

Claude-Nicolas Leclerc est le fils de Nicolas Le Clerc (1705-1769) et de Renée Rivière (1711-1795). Claude-Nicolas Leclerc est l’aîné de cinq enfants. Son père peut lui payer des études de droit. En 1764, il est nommé avocat au Parlement de Paris. 

### Carrière politique

#### Mandat à la Législative
La France devient une monarchie constitutionnelle en application de la constitution du 3 septembre 1791.
Le même mois, Claude-Nicolas Leclerc, alors juge de paix et accusateur public près le tribunal du district de Vendôme, est élu député suppléant du département du Loir-et-Cher, le troisième et dernier, à l'Assemblée nationale législative où il n'est pas appelé à siéger.

#### Mandat à la Convention
La monarchie prend fin à l'issue de la journée du 10 août 1792 : les bataillons de fédérés bretons et marseillais et les insurgés des faubourgs de Paris prennent le palais des Tuileries. Louis XVI est destitué et incarcéré à la tour du Temple avec sa famille.
En septembre 1792, Claude-Nicolas Leclerc est élu député du département du Loir-et-Cher, le sixième sur sept, à la Convention nationale. Il siège sur les bancs de la Plaine. Lors du procès de Louis XVI, il vote « la détention perpétuelle », se prononce contre l'appel au peuple mais en faveur du sursis à l'exécution. En avril 1793, il vote en faveur de la mise en accusation de Jean-Paul Marat. En mai, il vote en faveur du rétablissement de la Commission des Douze. En thermidor an III (juillet 1795), il est élu secrétaire de la Convention aux côtés de Jean Lemoine-Devilleneuve et de Louis-Jacques Savary sous la présidence de Louis-Marie de La Révellière-Lépeaux.

#### Mandat sous le Directoire
Le 13 octobre 1795, Claude Nicolas est élu au Conseil des Cinq-Cents. Il y restera du 27 octobre 1795 jusqu'au 20 mai 1798. Il est nommé secrétaire de ce Conseil des Cinq-Cents.

### Fin de carrière
Claude Nicolas Le Clerc ne se représente pas et est nommé juge à Vendôme.  Le Clerc est nommé à nouveau juge de paix du canton de Montoire, le 8 novembre 1798. Puis il est nommé comme juge au tribunal civil de Vendôme le 17 mai 1800.